# Ranim Saidi
Pour les articles homonymes, voir Saïdi.
Ranim Saidi est une lutteuse tunisienne.

## Carrière
Ranim Saidi est sacrée championne d'Afrique cadette dans la catégorie des moins de 69 kg en 2020 à Alger.
Elle est médaillée de bronze dans la catégorie des moins de 68 kg aux championnats d'Afrique 2022 à El Jadida.